# Dae Jo-yeong (serie televisiva)
Dae Jo-yeong (대조영?, 大祚榮?) è un drama coreano trasmesso su KBS1 dal 16 settembre 2006 al 23 dicembre 2007. Girato al Hanwha Resort vicino al monte Seorak con un budget di 35 miliardi di won, fu un successo di critica e pubblico. Inizialmente erano previsti 100 episodi, ma ne furono aggiunti 34.

## Trama
Il drama segue la storia di Dae Jo-yeong, fondatore del regno di Balhae, e la sua lotta contro Li Kaigu per l'amore di Chulin.

## Personaggi

### Balhae
- Dae Jo-yeong, poi re Go di Balhae, interpretato da Choi Soo-jong
- Suk-yeong, interpretata da Hong Soo-hyun
Moglie di Dae Jo-yeong.
- Dae Jung-sang, interpretato da Im Hyuk
Padre di Dae Jo-yeong.
- Geolsa Biu, interpretato da Choi Cheol-ho
- Heuksudol, interpretato da Kim Hak-cheol
- Mimosa, interpretato da Kim Jung-hyun
- Geum-ran, interpretata da Shim Eun-jin
Sorella adottiva di Mimosa.
- Gyepil Samun, interpretato da Yoon Yong-hyeon
Capo di una minoranza Göktürk.
- Tungso, interpretato da Bang Hyeong-ju
Seguace di Gyepil Samun.
- Jang San-hae, interpretato da Im Seon-taek
Funzionario di Balhae e seguace di Dae Jung-sang.
- Dolbal, interpretato da Jang Sun-guk
Fratello minore di Dae Jung-sang e generale.
- Mu Yeom, interpretato da Shin Won-gyun
Subordinato di Dae Jung-sang.
- Eohong, interpretata da Im Chae-won
Moglie di Heuksudol.

### Goguryeo
- Yeon Gaesomun, interpretato da Kim Jin-tae
Generale di Goguryeo.
- Yang Manchun, interpretato da Im Dong-jin
Signore della fortezza di Ansi.
- Bojang di Goguryeo, interpretato da Kil Yong-woo
Ultimo re di Goguryeo.
- Bu Giwon, interpretato da Kim Ha-gyun
Ex cancelliere di Goguryeo.

### Tang
- Xue Rengui, interpretato da Lee Deok-hwa
Generale di Tang.
- Hong Pei, interpretato da Ryu Tae-seul
Braccio destro di Xue Rengui.
- Imperatore Taizong, interpretato da Song Yong-tae
- Imperatrice Wu Zetian, interpretata da Yang Geum-seok
- Li Wen, interpretato da Nam Seong-jin
Generale di Tang.
- Wu Chengsi, interpretato da Jeon Hyeon
Cancelliere di Tang e nipote di Wu Zetian.

### Kitai
- Chulin, interpretata da Park Ye-jin
Figlia del Khan Li Jinzhong.
- Li Kaigu, interpretato da Jeong Bo-seok
Generale e marito di Chulin.
- Li Jinzhong, interpretato da Kim Dong-hyeon
Primo khan dei Kitai.
- Sun Wanrong, interpretato da Cho In-pyo
Secondo khan dei Kitai.
- Shinhong, interpretato da Kim Kyu-chul
Stratega.
- Xue Jietou, interpretato da Lee Dal-hyeong
- Mou Jie, interpretato da Hwang Taek-ha
- Li Geom, interpretato da Jung Tae-woo

### Göktürk
- Muchuo Khan, interpretato da Kang Jae-ik
- Principe Inäl, interpretato da Lee Yeong-ho
- Generale Tonyukuk, interpretato da Kim Seong-hun

## Ascolti
| Episodio | Data di trasmissione | Dati TNMS           | Dati AGB            |
| Episodio | Data di trasmissione | A livello nazionale | A livello nazionale |
| -------- | -------------------- | ------------------- | ------------------- |
| 1        | 16 settembre 2006    | 11,9%               | 12,6%               |
| 2        | 17 settembre 2006    | 16,6%               | 16,0%               |
| 3        | 23 settembre 2006    | 13,4%               | 13,6%               |
| 4        | 24 settembre 2006    | 16,2%               | 16,9%               |
| 5        | 30 settembre 2006    | 16,4%               | 16,3%               |
| 6        | 1 ottobre 2006       | 17,6%               | 18,7%               |
| 7        | 7 ottobre 2006       | 14,4%               | 15,9%               |
| 8        | 8 ottobre 2006       | 21,6%               | 22,5%               |
| 9        | 14 ottobre 2006      | 19,9%               | 19,2%               |
| 10       | 15 ottobre 2006      | 23,4%               | 23,2%               |
| 11       | 21 ottobre 2006      | 20,7%               | 20,2%               |
| 12       | 22 ottobre 2006      | 22,6%               | 23,9%               |
| 13       | 28 ottobre 2006      | 22,1%               | 23,0%               |
| 14       | 29 ottobre 2006      | 23,9%               | 24,3%               |
| 15       | 4 novembre 2006      | 21,2%               | 20,1%               |
| 16       | 5 novembre 2006      | 23,3%               | 24,7%               |
| 17       | 11 novembre 2006     | 19,6%               | 19,8%               |
| 18       | 12 novembre 2006     | 24,1%               | 23,3%               |
| 19       | 18 novembre 2006     | 20,7%               | 22,5%               |
| 20       | 19 novembre 2006     | 26,1%               | 26,9%               |
| 21       | 25 novembre 2006     | 19,1%               | 22,3%               |
| 22       | 26 novembre 2006     | 23,9%               | 25,8%               |
| 23       | 2 dicembre 2006      | 21,5%               | 22,3%               |
| 24       | 3 dicembre 2006      | 23,6%               | 24,7%               |
| 25       | 9 dicembre 2006      | 18,9%               | 20,4%               |
| 26       | 10 dicembre 2006     | 23,5%               | 23,6%               |
| 27       | 16 dicembre 2006     | 19,5%               | 21,4%               |
| 28       | 17 dicembre 2006     | 22,3%               | 23,9%               |
| 29       | 23 dicembre 2006     | 18,4%               | 20,8%               |
| 30       | 24 dicembre 2006     | 18,8%               | 21,3%               |
| 31       | 30 dicembre 2006     | 19,8%               | 22,2%               |
| 32       | 31 dicembre 2006     | 17,4%               | 19,9%               |
| 33       | 6 gennaio 2007       | 20,2%               | 24,5%               |
| 34       | 7 gennaio 2007       | 23,0%               | 25,9%               |
| 35       | 13 gennaio 2007      | 15,2%               | 19,7%               |
| 36       | 14 gennaio 2007      | 20,5%               | 22,9%               |
| 37       | 20 gennaio 2007      | 20,7%               | 23,8%               |
| 38       | 21 gennaio 2007      | 22,0%               | 25,9%               |
| 39       | 27 gennaio 2007      | 18,9%               | 21,2%               |
| 40       | 28 gennaio 2007      | 20,2%               | 24,1%               |
| 41       | 3 febbraio 2007      | 20,3%               | 23,3%               |
| 42       | 4 febbraio 2007      | 20,9%               | 23,7%               |
| 43       | 10 febbraio 2007     | 19,6%               | 21,6%               |
| 44       | 11 febbraio 2007     | 21,6%               | 25,7%               |
| 45       | 17 febbraio 2007     | 15,5%               | 18,9%               |
| 46       | 18 febbraio 2007     | 15,6%               | 17,2%               |
| 47       | 24 febbraio 2007     | 20,7%               | 23,1%               |
| 48       | 25 febbraio 2007     | 21,7%               | 25,8%               |
| 49       | 3 marzo 2007         | 19,0%               | 19,1%               |
| 50       | 4 marzo 2007         | 22,7%               | 25,0%               |
| 51       | 10 marzo 2007        | 19,8%               | 21,4%               |
| 52       | 11 marzo 2007        | 22,6%               | 26,5%               |
| 53       | 17 marzo 2007        | 21,7%               | 22,9%               |
| 54       | 18 marzo 2007        | 26,0%               | 27,3%               |
| 55       | 24 marzo 2007        | 20,1%               | 21,3%               |
| 56       | 25 marzo 2007        | 29,4%               | 29,7%               |
| 57       | 31 marzo 2007        | 26,9%               | 27,5%               |
| 58       | 1 aprile 2007        | 28,5%               | 30,3%               |
| 59       | 7 aprile 2007        | 23,1%               | 25,7%               |
| 60       | 8 aprile 2007        | 27,0%               | 29,5%               |
| 61       | 14 aprile 2007       | 22,5%               | 24,3%               |
| 62       | 15 aprile 2007       | 25,9%               | 26,7%               |
| 63       | 21 aprile 2007       | 22,6%               | 26,6%               |
| 64       | 22 aprile 2007       | 26,5%               | 29,4%               |
| 65       | 28 aprile 2007       | 22,4%               | 24,9%               |
| 66       | 29 aprile 2007       | 25,7%               | 28,6%               |
| 67       | 5 maggio 2007        | 22,1%               | 25,6%               |
| 68       | 6 maggio 2007        | 26,9%               | 29,1%               |
| 69       | 12 maggio 2007       | 24,0%               | 26,7%               |
| 70       | 13 maggio 2007       | 28,4%               | 30,6%               |
| 71       | 19 maggio 2007       | 22,0%               | 25,1%               |
| 72       | 20 maggio 2007       | 25,1%               | 29,5%               |
| 73       | 26 maggio 2007       | 24,3%               | 27,7%               |
| 74       | 27 maggio 2007       | 29,2%               | 32,7%               |
| 75       | 2 giugno 2007        | 23,6%               | 26,0%               |
| 76       | 3 giugno 2007        | 28,0%               | 31,9%               |
| 77       | 9 giugno 2007        | 25,5%               | 28,0%               |
| 78       | 10 giugno 2007       | 28,3%               | 31,0%               |
| 79       | 16 giugno 2007       | 23,0%               | 26,7%               |
| 80       | 17 giugno 2007       | 30,1%               | 32,5%               |
| 81       | 23 giugno 2007       | 25,7%               | 28,0%               |
| 82       | 24 giugno 2007       | 30,1%               | 30,9%               |
| 83       | 30 giugno 2007       | 25,1%               | 27,9%               |
| 84       | 1 luglio 2007        | 29,5%               | 33,0%               |
| 85       | 7 luglio 2007        | 26,6%               | 27,5%               |
| 86       | 8 luglio 2007        | 30,0%               | 30,8%               |
| 87       | 14 luglio 2007       | 28,6%               | 28,4%               |
| 88       | 15 luglio 2007       | 24,5%               | 26,2%               |
| 89       | 21 luglio 2007       | 28,6%               | 29,5%               |
| 90       | 22 luglio 2007       | 28,4%               | 28,6%               |
| 91       | 28 luglio 2007       | 22,4%               | 23,5%               |
| 92       | 29 luglio 2007       | 32,1%               | 31,9%               |
| 93       | 4 agosto 2007        | 27,9%               | 28,1%               |
| 94       | 5 agosto 2007        | 32,7%               | 30,8%               |
| 95       | 11 agosto 2007       | 29,4%               | 32,1%               |
| 96       | 12 agosto 2007       | 31,9%               | 34,4%               |
| 97       | 18 agosto 2007       | 28,4%               | 30,0%               |
| 98       | 19 agosto 2007       | 31,4%               | 30,7%               |
| 99       | 25 agosto 2007       | 29,1%               | 29,7%               |
| 100      | 26 agosto 2007       | 32,1%               | 33,5%               |
| 101      | 1 settembre 2007     | 30,1%               | 31,6%               |
| 102      | 2 settembre 2007     | 33,2%               | 33,4%               |
| 103      | 8 settembre 2007     | 28,6%               | 28,7%               |
| 104      | 9 settembre 2007     | 33,3%               | 34,5%               |
| 105      | 15 settembre 2007    | 31,9%               | 29,7%               |
| 106      | 16 settembre 2007    | 35,5%               | 36,2%               |
| 107      | 22 settembre 2007    | 28,1%               | 29,4%               |
| 108      | 23 settembre 2007    | 25,8%               | 29,8%               |
| 109      | 29 settembre 2007    | 29,8%               | 32,6%               |
| 110      | 30 settembre 2007    | 32,6%               | 33,8%               |
| 111      | 6 ottobre 2007       | 28,3%               | 30,2%               |
| 112      | 7 ottobre 2007       | 33,5%               | 33,3%               |
| 113      | 13 ottobre 2007      | 29,5%               | 29,3%               |
| 114      | 14 ottobre 2007      | 33,6%               | 34,2%               |
| 115      | 20 ottobre 2007      | 28,6%               | 30,4%               |
| 116      | 21 ottobre 2007      | 33,0%               | 36,3%               |
| 117      | 27 ottobre 2007      | 28,9%               | 30,5%               |
| 118      | 28 ottobre 2007      | 32,4%               | 34,4%               |
| 119      | 3 novembre 2007      | 27,6%               | 31,8%               |
| 120      | 4 novembre 2007      | 31,0%               | 33,1%               |
| 121      | 10 novembre 2007     | 29,4%               | 31,7%               |
| 122      | 11 novembre 2007     | 31,9%               | 32,6%               |
| 123      | 17 novembre 2007     | 28,5%               | 31,6%               |
| 124      | 18 novembre 2007     | 31,6%               | 35,3%               |
| 125      | 24 novembre 2007     | 29,2%               | 32,3%               |
| 126      | 25 novembre 2007     | 31,1%               | 34,5%               |
| 127      | 1 dicembre 2007      | 30,0%               | 32,1%               |
| 128      | 2 dicembre 2007      | 31,0%               | 32,9%               |
| 129      | 8 dicembre 2007      | 28,9%               | 31,1%               |
| 130      | 9 dicembre 2007      | 33,0%               | 36,8%               |
| 131      | 15 dicembre 2007     | 30,9%               | 32,1%               |
| 132      | 16 dicembre 2007     | 30,1%               | 32,8%               |
| 133      | 22 dicembre 2007     | 25,5%               | 28,1%               |
| 134      | 23 dicembre 2007     | 30,8%               | 33,3%               |
| Media    | Media                | 25,1%               | 26,9%               |

## Colonna sonora
L'album della colonna sonora fu pubblicato il 23 luglio 2007.
1. Mother's Land (Dae Jo-yeong Main Title) (어머니의 나라 (대조영 Main Title)) – Joo Byung-sun
2. Cutting Through The Winds (바람을 가르며)
3. Prairie (초원)
4. Sorrow (애상(哀想)) – Park Hyo-shin
5. My Way (나의 길) – Go Jin-young
6. Waiting (기다림)
7. Sun Shines Bright (새로운 태양)
8. Coalition (연정)
9. Only You Don't Know (그대만 모르죠) – Narsha
10. Before The Break Up (이별이 오기전에) – Eunwoo, Sung Ho
11. Come After Me (나를 따르라) – J3
12. Dae Jo-yeong (대조영)
13. Millennium Wait (천년의 기다림)
14. Remember of Bohai Sea (발해를 기억하라)
15. Dream of Goguryeo (고구려의 꿈)
16. The Way of Destiny (숙명의 길)
17. Sorrow (비통)
18. Chulin (초린)
19. Another Hope (또다른 희망)

## Riconoscimenti
- KBS Drama Award[7][8][9]
  - 2006 – Premio all'eccellenza, attore a Kim Jin-tae
  - 2006 – Candidatura Premio alla massima eccellenza, attore a Choi Soo-jong
  - 2007 – Gran premio (Daesang) a Choi Soo-jong
  - 2007 – Premio alla massima eccellenza, attore a Lee Deok-hwa
  - 2007 – Miglior attore secondario a Im Hyuk
  - 2007 – Miglior sceneggiatore a Jang Young-chul
  - 2007 – Premio popolarità a Jeong Bo-seok
  - 2007 – Premio degli internauti a Choi Soo-jong
  - 2007 – Candidatura Premio alla massima eccellenza, attrice a Park Ye-jin
  - 2007 – Candidatura Premio all'eccellenza, attore in un drama seriale a Jeong Bo-seok
  - 2007 – Candidatura Premio all'eccellenza, attrice in un drama seriale a Yang Geum-seok
  - 2007 – Candidatura Miglior attore secondario a Choi Cheol-ho
  - 2007 – Candidatura Miglior giovane attore a Kim Seok
- Korea Broadcasting Award[10][11]
  - 2008 – Premio al talento a Choi Soo-jong
- Korea Drama Award[12][13]
  - 2008 – Premio alla massima eccellenza, attore a Choi Soo-jong
  - 2008 – Candidatura Miglior drama